# エチルベンゼンヒドロキシラーゼ
エチルベンゼンヒドロキシラーゼ(ethylbenzene hydroxylase)は、エチルベンゼン分解酵素の一つで、次の化学反応を触媒する酸化還元酵素である。
エチルベンゼン + H2O + 受容体 {\displaystyle \rightleftharpoons } (S)-1-フェニルエタノール + 還元型受容体
この酵素の基質はエチルベンゼン、H2Oと受容体で、生成物は(S)-1-フェニルエタノールと還元型受容体である。
この酵素は酸化還元酵素に属し、その他の化合物を受容体としてCH基またはCH2基に特異的に作用する。組織名はethylbenzene:acceptor oxidoreductaseで、別名にethylbenzene dehydrogenase、ethylbenzene:(acceptor) oxidoreductaseがある。